# Michael Weatherly
Michael Manning Weatherly Jr. (ur. 8 lipca 1968 w Nowym Jorku) – amerykański aktor telewizyjny i filmowy.

## Życiorys

### Wczesne lata
Urodził się w Nowym Jorku jako syn Patricii (z domu Hetherington), administratorki szpitala, i milionera Michaela Weatherly’ego Sr., który zawdzięcza swój majątek importowi szwajcarskich noży wojskowych do Stanów Zjednoczonych. Jego rodzina była pochodzenia irlandzkiego. Ma 5 sióstr i jednego brata Williama. Dorastał w rolniczym Fairfield, w stanie Connecticut.
Studiował w Bostonie, Waszyngtonie oraz Paryżu. Przerwał naukę w American University, by zrealizować marzenia o karierze aktorskiej, co nie spodobało się rodzinie, która odcięła go od rodzinnych finansów.

### Kariera
Przełomową dla jego kariery okazała się rola współlokatora Theodore’a „Theo” Huxtable’a w sitcomie NBC The Cosby Show (Bill Cosby Show, 1991). Potem występował gościnnie w wielu produkcjach telewizyjnych, a w efekcie przeprowadził się do Los Angeles. Po przeprowadzce otrzymał rolę Bena Chasina w serialu Fox Inni znaczący (Significant Others, 1998). Poznał reżysera Whita Stillmana, który dał mu rolę w filmie Rytmy nocy (The Last Days of Disco, 1998) u boku Chloë Sevigny. Potem zagrał rolę byłego męża Christiny Applegate w sitcomie NBC Jej cały świat (Jesse, 1998), a także w filmie Specjalni (The Specials, 2000) u boku Roba Lowe.
W 2000 wystąpił w filmie Charlie Cykor (Gun Shy) u boku Sandry Bullock i Liama Neesona. Występował gościnnie w serialach m.in.: Czarodziejki (Charmed, 1999), Kruk: Droga do nieba (The Crow: Stairway to Heaven, 1999) i Ally McBeal (2000).
W 2000 otrzymał rolę Logana Cale’a w serialu Cień anioła, za który był w 2001 i 2002 nominowany do Saturna w kategorii Najlepszy aktor drugoplanowy. Jednak duży sukces zawdzięcza roli agenta specjalnego Anthony’ego DiNozzo, w którego się wciela w serialu Agenci NCIS.

## Życie osobiste
W 1995 poślubił aktorkę Amelię Heinle, z którą występował w serialach The City i Loving. W 1996 urodził się im syn August. W 1997 rozwiedli się. W latach 2000–2003 spotykał się z aktorką Jessicą Albą. We wrześniu 2009 ożenił się z internistką Bojaną Jankovic. 10 kwietnia 2012 urodziła się im córka Olivia, a 29 października 2013 – syn Liam.
Weatherly to wujek aktorki Alexandry Breckenridge.

## Filmografia

### Filmy
- 1997: Oszołom Show (Meet Wally Sparks) jako Dean Sparks
- 1998: Rytmy nocy (The Last Days of Disco) jako Hap
- 2000: Specjalni (The Specials) jako Verdict
- 2000: Charlie Cykor (Gun Shy) jako Dave Juniper
- 2001: Wenus i Mars (Venus and Mars) jako Cody Battle Vandermeer
- 2001: Trigger Happy jako Bill
- 2005: Jej mały sekret (Her Minor Thing) jako Tom
- 2009: Charlie Valentine jako Danny Valentine

### Filmy telewizyjne
- 1996: Pier 66 jako Decker Monroe
- 1997: Asteroida (Asteroid) jako dr Matthew Rogers
- 1998: The Advanced Guard jako Kevin
- 1999: Kręte ścieżki (Winding Roads) jako Mick Simons
- 2000: Domek nad jeziorem (Cabin by the Lake) jako Boone
- 2004: Historia Natalie Wood (The Mystery of Natalie Wood) jako Robert Wagner

### Seriale telewizyjne
- 1991: The Cosby Show (Bill Cosby Show) jako współlokator Theo
- 1992–1995: Loving jako Cooper Alden
- 1995–1996: The City jako Cooper Alden
- 1998: The Advanced Guard jako Kevin, Captive
- 1998: Significant Others jako Ben Chasin
- 1998: Jej cały świat (Jesse) jako Roy
- 1999: Czarodziejki (Charmed) jako Brendan Rowe
- 1999: Kruk: Droga do nieba (The Crow: Stairway to Heaven) jako James Horton
- 2000: Ally McBeal jako Wayne Keebler
- 2000: Grapevine jako Jack Vallone
- 2000–2002: Cień anioła (Dark Angel) jako Logan Cale
- 2003: JAG – Wojskowe Biuro Śledcze (JAG) jako agent specjalny Anthony DiNozzo
- 2003-2016: Agenci NCIS (Navy NCIS: Naval Criminal Investigative Service) jako agent specjalny Anthony DiNozzo
- 2016-2022 Bull jako Dr Jason Bull